# Aeroportul Jagdalpur
Aeroportul Jagdalpur (IATA: JGB, ICAO: VEJR) este un aeroport din Jagdalpur⁠(d), Bastar district⁠(d), Bastar division⁠(d), Chhattisgarh, India. Aeroportul a fost tranzitat în decembrie 2022 de 6.074 de pasageri.
Situat la o altitudine de 555 m, aeroportul dispune de o singură pistă. Este operat de Airports Authority of India⁠(d).